# Слюдрудник
Слюдрудник — поселок в составе Первомайского сельсовета в Мотыгинском районе Красноярского края.

## Географическое положение
Поселок находится в 7 км от центра сельсовета поселка Первомайский и в 56 км от районного центра Мотыгино на правом берегу реки Тасеева.

## Климат
Климат резко континентальный с коротким теплым летом и холодной продолжительной зимой. Максимальная температура воздуха в июле: +34°С, минимальная в январе: - 54°С. Среднегодовая температура изменяется в пределах от -1,1°С до -4,6°С, в среднем -2,8°С. Средняя максимальная температура наружного воздуха наиболее жаркого месяца: +25ºС. Средняя месячная температура наружного воздуха наиболее холодного месяца: -24ºС. Скорость ветра, вероятность которой составляет 5%. Год – 6,1 м/с. Снежный покров ложится в середине октября и сходит в начале мая. Толщина снежного покрова достигает 1.5-2м. Глубина сезонного промерзания грунтов составляет около 2.0 м.

## Инфраструктура
В 2020 году открылся фельдшерско-акушерский пункт. На центральной улице имеется асфальт, установлены фонари

## Население
Постоянное население по переписи 2002 года было 224 человек  (русские 95%).  По переписи 2010 года население 150 человек.